# Cryptanalyse du chiffre de Vigenère
Le chiffre de Vigenère est un chiffrement basé sur une substitution polyalphabétique : une lettre de l'alphabet dans le texte en clair peut être chiffrée de plusieurs manières. Ce principe remonte à des travaux antécédents à ceux de Blaise de Vigenère au XVIe siècle mais Vigenère fut l'un des premiers à présenter ce type de chiffrement sous la forme d'une table avec la présence d'une clé secrète. Le chiffre de Vigenère restera inviolable pendant plusieurs siècles.
On pense que Charles Babbage effectua la première véritable cryptanalyse du chiffre de Vigenère vers 1854. En parallèle, un officier prussien à la retraite, Friedrich Wilhelm Kasiski parvint au même résultat sans avoir eu vent des travaux de Babbage puisque ce dernier ne les avait pas publiés. Kasiski rédigea Die Geheimschriften und die Dechiffrierkunst en 1863 où il présentait le test qui allait porter son nom : le test de Kasiski qui permet d'estimer la taille de la clé.

## Première étape: déterminer la longueur de la clé
Il consiste à chercher des répétitions dans le texte chiffré. Considérons par exemple le mot-clé « ABCD » qui sert à chiffrer « MESSAGER TRES MESQUIN MESOPOTAMIEN ».
| Clé répétée    | A | B | C | D | A | B | C | D | A | B | C | D | A | B | C | D | A | B | C | D | A | B | C | D | A | B | C | D | A | B | C |
| Texte en clair | M | E | S | S | A | G | E | R | T | R | E | S | M | E | S | Q | U | I | N | M | E | S | O | P | O | T | A | M | I | E | N |
| Texte chiffré  | M | F | U | V | A | H | G | U | T | S | G | V | M | F | U | T | U | J | P | P | E | T | Q | S | O | U | C | P | I | F | P |

Dans l'exemple ci-dessus, le trigramme « MES » est chiffré en « MFU » deux fois et « PET » une fois. Babbage et Kasiski comprirent que des répétitions de cette sorte leur offraient la prise dont ils avaient besoin pour attaquer Vigenère.
Ces séquences redondantes peuvent indiquer deux caractéristiques :
- soit la même séquence de lettres du texte clair a été chiffrée avec la même partie de la clef.
- soit deux suites de lettres différentes dans le texte clair auraient (possibilité faible) par pure coïncidence engendré la même suite dans le texte chiffré.

Le premier cas étant le plus probable, on calcule le nombre de lettres entre deux séquences identiques. Dans notre cas, il y a 12 lettres entre les deux « MFU », on en déduit que la longueur de la clé est un diviseur de 12 (sinon la clé et les deux « MES » ne seraient pas alignés). La clé peut donc posséder soit 12, 6, 4, 3 ou 2 lettres (avec une lettre, nous aurions un chiffrement monoalphabétique facilement cassé avec une analyse fréquentielle). Avec un texte plus long, on découvrirait d'autres séquences qui permettraient d'affiner le résultat et réduire la taille de la clé à une ou deux possibilités.

### Exemple sur un texte plus long
Soit un texte chiffré de plusieurs centaines de caractères avec une clé de longueur inconnue. Ce texte paraît a priori aléatoire et pourtant il contient des redondances intéressantes.
KQOWEFVJPUJUUNUKGLMEKJINMWUXFQMKJBGWRLFNFGHUDWUUMBSVLPS

NCMUEKQCTESWREEKOYSSIWCTUAXYOTAPXPLWPNTCGOJBGFQHTDWXIZA

YGFFNSXCSEYNCTSSPNTUJNYTGGWZGRWUUNEJUUQEAPYMEKQHUIDUXFP

GUYTSMTFFSHNUOCZGMRUWEYTRGKMEEDCTVRECFBDJQCUSWVBPNLGOYL

SKMTEFVJJTWWMFMWPNMEMTMHRSPXFSSKFFSTNUOCZGMDOEOYEEKCPJR

GPMURSKHFRSEIUEVGOYCWXIZAYGOSAANYDOEOYJLWUNHAMEBFELXYVL

WNOJNSIOFRWUCCESWKVIDGMUCGOCRUWGNMAAFFVNSIUDEKQHCEUCPFC

MPVSUDGAVEMNYMAMVLFMAOYFNTQCUAFVFJNXKLNEIWCWODCCULWRIFT

WGMUSWOVMATNYBUHTCOCWFYTNMGYTQMKBBNLGFBTWOJFTWGNTEJKNEE

DCLDHWTYYIDGMVRDGMPLSWGJLAGOEEKJOFEKUYTAANYTDWIYBNLNYNP

WEBFNLFYNAJEBFR

KQOWEFVJPUJUUNUKGLMEKJINMWUXFQMKJBGWRLFNFGHUDWUUMBSVLPS

NCMUEKQCTESWREEKOYSSIWCTUAXYOTAPXPLWPNTCGOJBGFQHTDWXIZA

YGFFNSXCSEYNCTSSPNTUJNYTGGWZGRWUUNEJUUQEAPYMEKQHUIDUXFP

GUYTSMTFFSHNUOCZGMRUWEYTRGKMEEDCTVRECFBDJQCUSWVBPNLGOYL

SKMTEFVJJTWWMFMWPNMEMTMHRSPXFSSKFFSTNUOCZGMDOEOYEEKCPJR

GPMURSKHFRSEIUEVGOYCWXIZAYGOSAANYDOEOYJLWUNHAMEBFELXYVL

WNOJNSIOFRWUCCESWKVIDGMUCGOCRUWGNMAAFFVNSIUDEKQHCEUCPFC

MPVSUDGAVEMNYMAMVLFMAOYFNTQCUAFVFJNXKLNEIWCWODCCULWRIFT

WGMUSWOVMATNYBUHTCOCWFYTNMGYTQMKBBNLGFBTWOJFTWGNTEJKNEE

DCLDHWTYYIDGMVRDGMPLSWGJLAGOEEKJOFEKUYTAANYTDWIYBNLNYNP

WEBFNLFYNAJEBFR
On regarde ensuite la distance entre les répétitions. On cherche les facteurs pour chaque paire :
|                  |                                | Longueurs de clef possibles (diviseurs de la distance) |   |   |    |
| Séquence répétée | Distance entre les répetitions | 2                                                      | 3 | 5 | 19 |
| WUU              | 95                             |                                                        |   | x | x  |
| EEK              | 200                            | x                                                      |   | x |    |
| WXIZAYG          | 190                            | x                                                      |   | x | x  |
| NUOCZGM          | 80                             | x                                                      |   | x |    |
| DOEOY            | 45                             |                                                        | x | x |    |
| GMU              | 90                             | x                                                      | x | x |    |

Les facteurs premiers du nombre de caractères entre deux débuts de séquences figurent dans le tableau (ex. 95 = 5 x 19). Il apparaît dans le tableau que toutes les périodes sont divisibles par 5. Tout se cale parfaitement sur un mot-clef de 5 lettres.
Une autre méthode pour trouver la longueur de la clef utilise l'indice de coïncidence.
Une fois la longueur de la clef trouvée, on peut découper le texte en autant de sous-textes, 5 dans le cas présent, chacun d'entre eux étant obtenu par un même chiffre de César, et peut être décrypté par analyse de fréquences. Chaque texte k étant la suite des lettres qui sont à la position k modulo 5 La comparaison entre les distributions des lettres dans chacun des sous-textes (on peut utiliser un indice de coïncidence défini entre deux distributions), permet de découvrir les décalages entre les lettres du mot clef, et facilite la résolution.

### Programme informatique de cryptanalyse
Le programme suivant en Python calcule la longueur de la clef utilisée en cherchant à maximiser l'indice de coïncidence.
```
#frequence des lettres

frequence_theorique
 
=
 
[
8.4
,
 
1.06
,
 
3.03
,
 
4.18
,
 
17.26
,
 
1.12
,
 
1.27
,
 
0.92
,
 
7.34
,
 
0.31
,
 
0.05
,
 
6.01
,
 
2.96
,
 
7.13
,
 
5.26
,
 
3.01
,
0.99
,
 
6.55
,
 
8.08
,
 
7.07
,
 
5.74
,
 
1.32
,
 
0.04
,
 
0.45
,
 
0.3
,
 
0.12
]

#fonction decaler = chiffre de cesar de clef d

decaler
 
=
 
lambda
 
code
,
 
d
 
:
 
''
.
join
([
chr
((
ord
(
lettre
)
-
 
65
 
+
 
d
)
 
%
 
26
 
+
 
65
)
if
 
lettre
.
isalpha
()
 
else
 
lettre
 
for
 
lettre
 
in
 
code
])

def
 
calculer_IC
 
(
code
,
 
pas
):

    
"""

        calcule l'indice de coincidence de 'code'

        en decoupant'code' en 'pas' sous-textes

    """

    
somme
 
=
 
lambda
 
nb
 
:
 
nb
 
*
 
(
nb
 
-
 
1
)

    
IC
 
=
 
[]

    
for
 
i
 
in
 
range
 
(
pas
):

        
nb_lettre
 
=
 
[
0
]
 
*
 
26

        
for
 
compteur
,
 
lettre
 
in
 
enumerate
(
code
 
[
i
::
pas
]):

            
nb_lettre
 
[
ord
(
lettre
)
-
 
65
]
 
+=
 
1

        
IC
.
append
(
sum
(
map
(
somme
,
 
nb_lettre
))
 
/
 
float
(
compteur
 
*
 
(
compteur
 
+
 
1
)))

    
return
 
sum
(
IC
)
 
/
 
float
(
len
(
IC
))

def
 
calculer_decalage
 
(
code
):

    
"""

        casse un chiffre de cesar en renvoyant la clef utilisee

    """

    
longueur
 
=
 
float
(
len
(
code
))

    
m
 
=
 
[
0
,
 
100
]

    
for
 
i
 
in
 
range
 
(
26
):

        
diff
 
=
 
sum
(
abs
(
b
 
-
 
frequence_theorique
[
a
])
 
for
 
a
,
 
b
 
in
 
enumerate
([
100
 
*
 
lettre
 
/
 
longueur
 
for
 
lettre
 
in
 
map
(
code
.
count
,
 
"ABCDEFGHIJKLMNOPQRSTUVWXYZ"
)]))

        
if
 
diff
 
<
 
m
[
1
]:
 
m
 
=
 
i
,
 
diff

        
code
 
=
 
decaler
 
(
code
,
 
1
)

    
return
 
m
 
[
0
]

def
 
recoller
 
(
liste
):

    
"""

        recolle les sous-textes

    """

    
f
 
=
 
''

    
try
 
:

        
for
 
i
 
in
 
range
 
(
len
(
liste
[
0
])):

            
for
 
z
 
in
 
liste
:
 
f
 
+=
 
z
[
i
]

    
except
 
:
 
pass

    
return
 
f

def
 
decrypter
 
(
code
,
 
plancher
 
=
 
0.065
):

    
code
 
=
 
code
.
upper
()

    
pas
 
=
 
1

    
while
 
calculer_IC
 
(
code
,
 
pas
)
 
<
 
plancher
 
:

        
pas
 
+=
 
1

    
code_fractionne
 
=
 
[
code
[
dep
::
pas
]
 
for
 
dep
 
in
 
range
 
(
pas
)]

    
code_fractionne_decode
 
=
 
[
decaler
 
(
bout
,
 
calculer_decalage
(
bout
))
 
for
 
bout
 
in
 
code_fractionne
]

    
return
 
recoller
 
(
code_fractionne_decode
)

```

## Chiffre de Vernam
La cryptanalyse du chiffre de Vigenère par la méthode de Kasiski ou par d'autres méthodes comme celles de l'indice de coïncidence demande un texte suffisamment long vis-à-vis de la clé. Dans le cas extrême où la clé est de longueur égale à celle du message, et n'est utilisée qu'une seule fois, tous les textes de longueur égale à celle du message chiffré sont possibles : le chiffre ne peut être cassé ; c'est le chiffre de Vernam, ou masque jetable.